# Sengelmannstraße (metropolitana di Amburgo)
La stazione di Sengelmannstraße è una fermata della metropolitana di Amburgo, sulla linea U1, situato tra Ohlsdorf e Alsterdorf.

## Struttura
Come Alsterdorf, la stazione ha una banchina ad isola con due binari paralleli che passano la stazione, usate soprattutto per la S-Bahn. Treni sulla sinistra partono per Norderstedt Mitte e sulla destra per Grosshansdorf e Ohlstedt.

## Galleria d'immagini

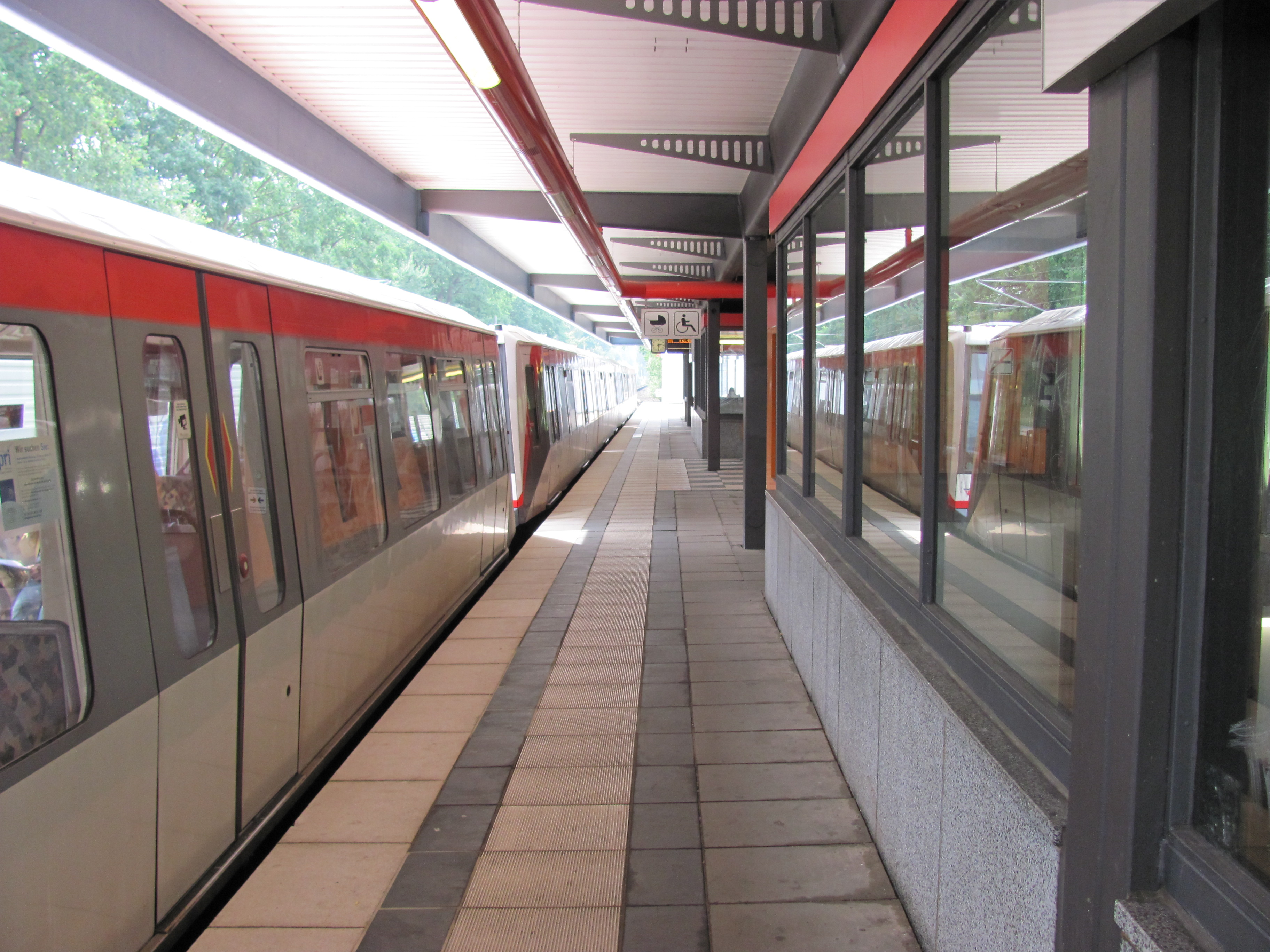
Banchine con treno tipo DT4
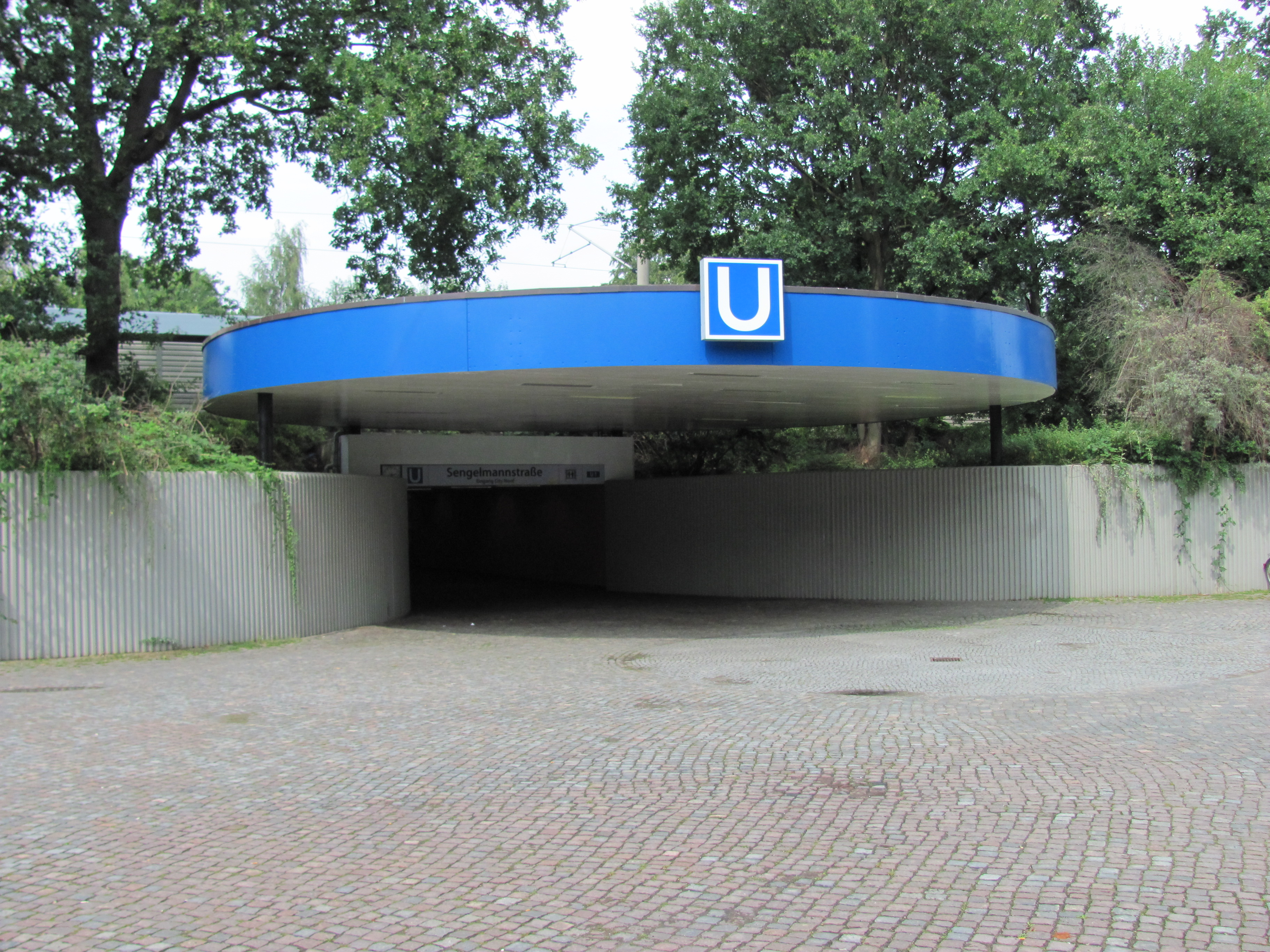
Ingresso alla stazione
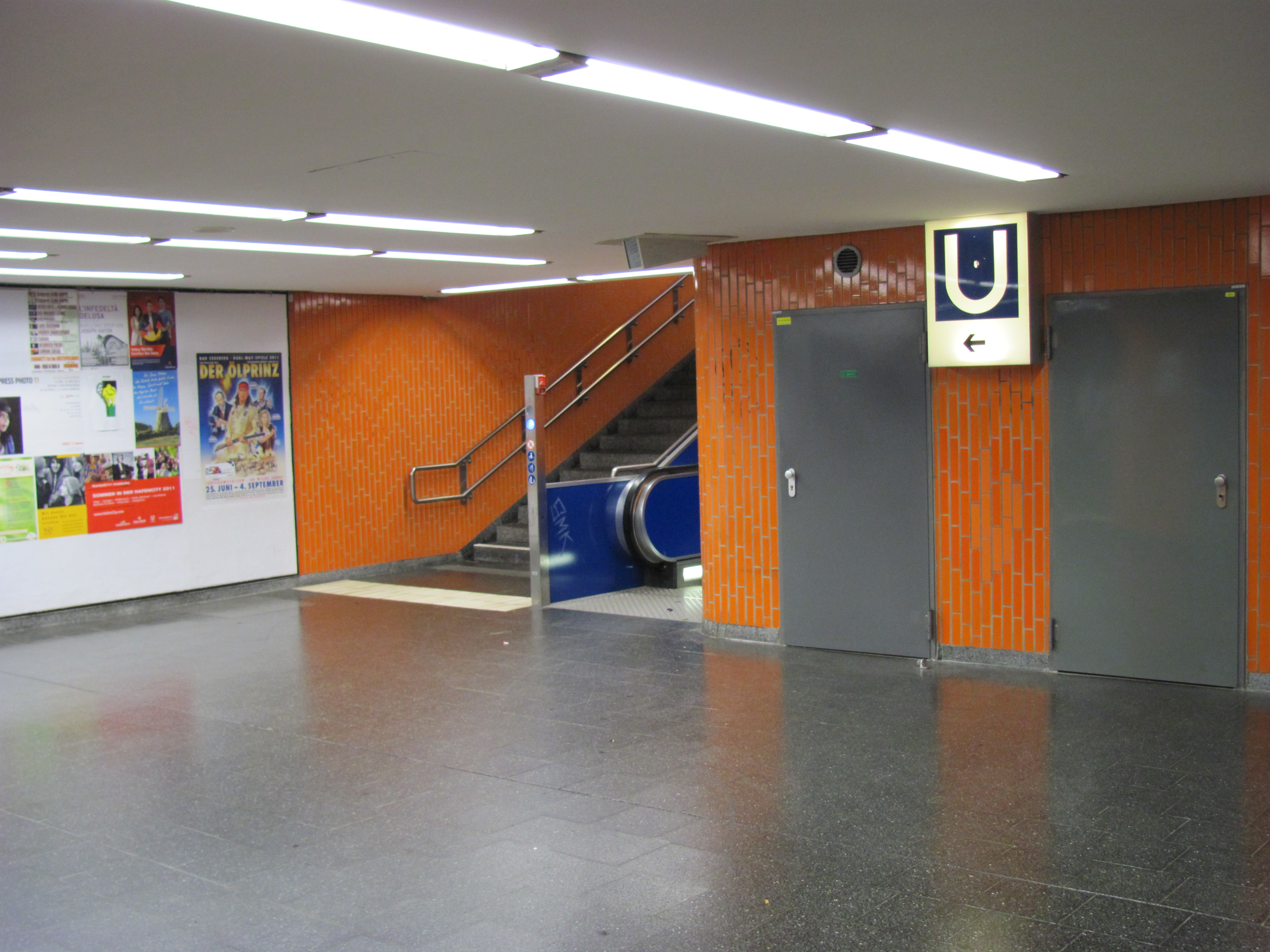
Livello Intermedio e biglietteria
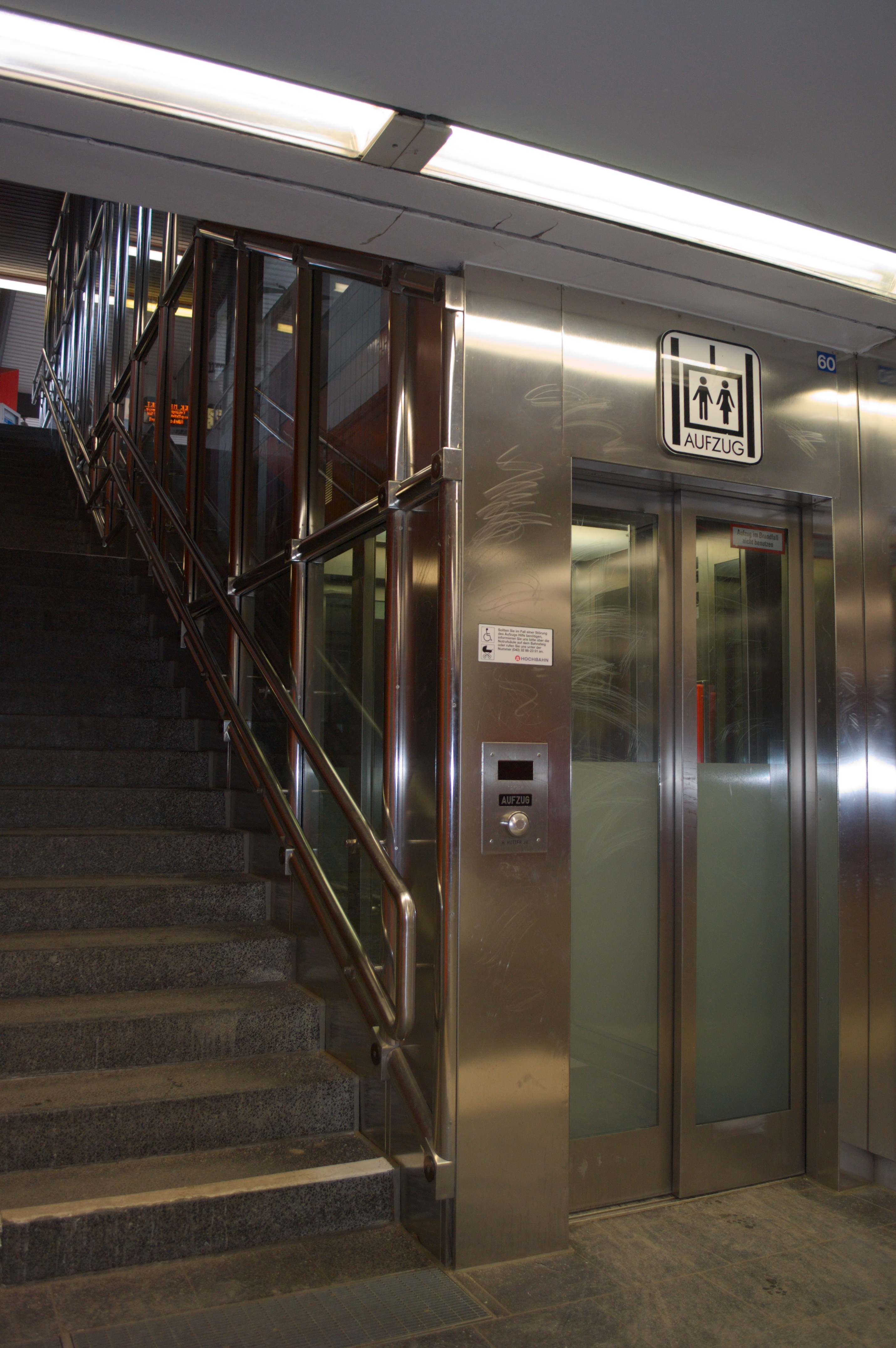
Ascensore
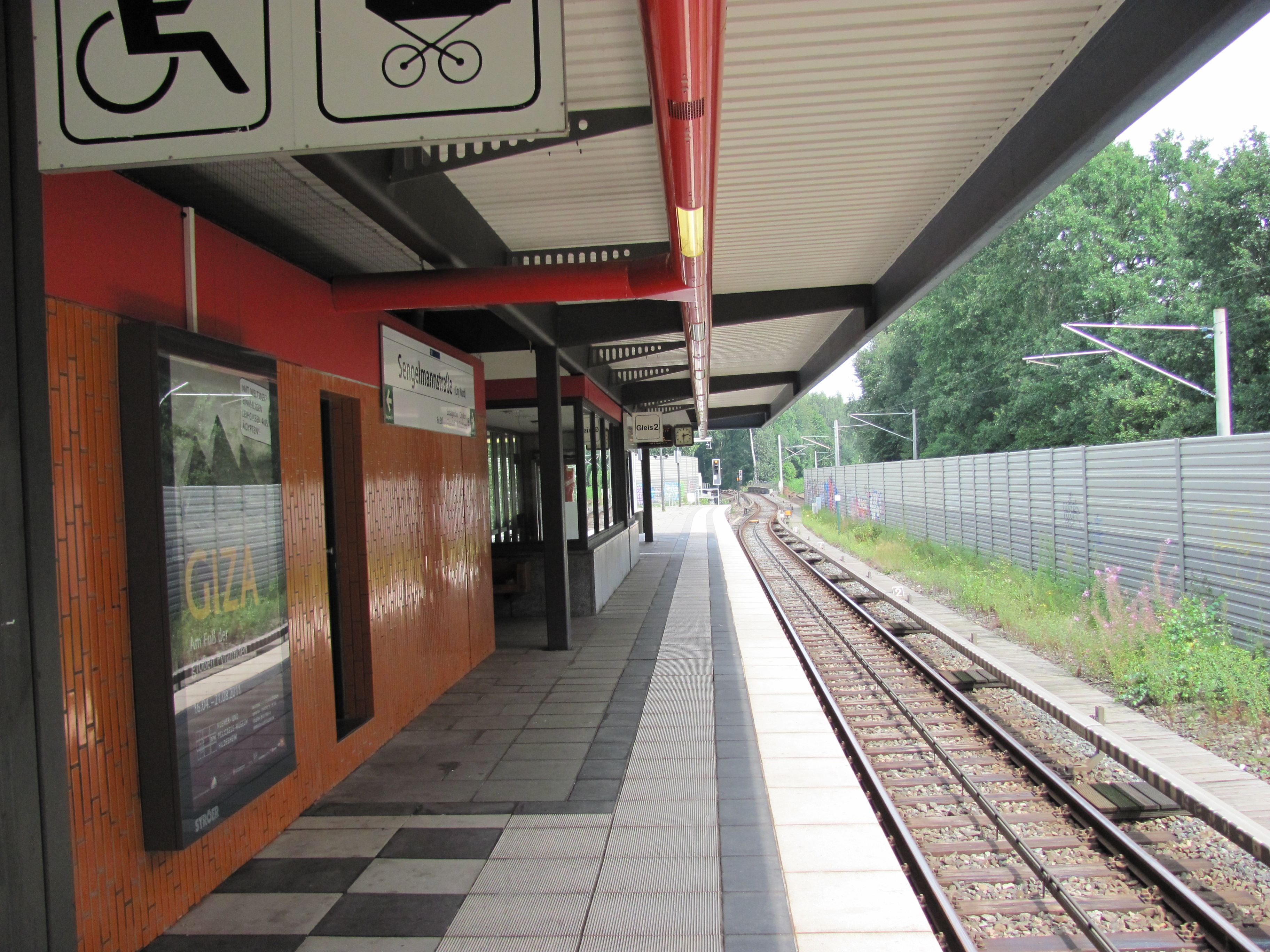
Banchina della stazione
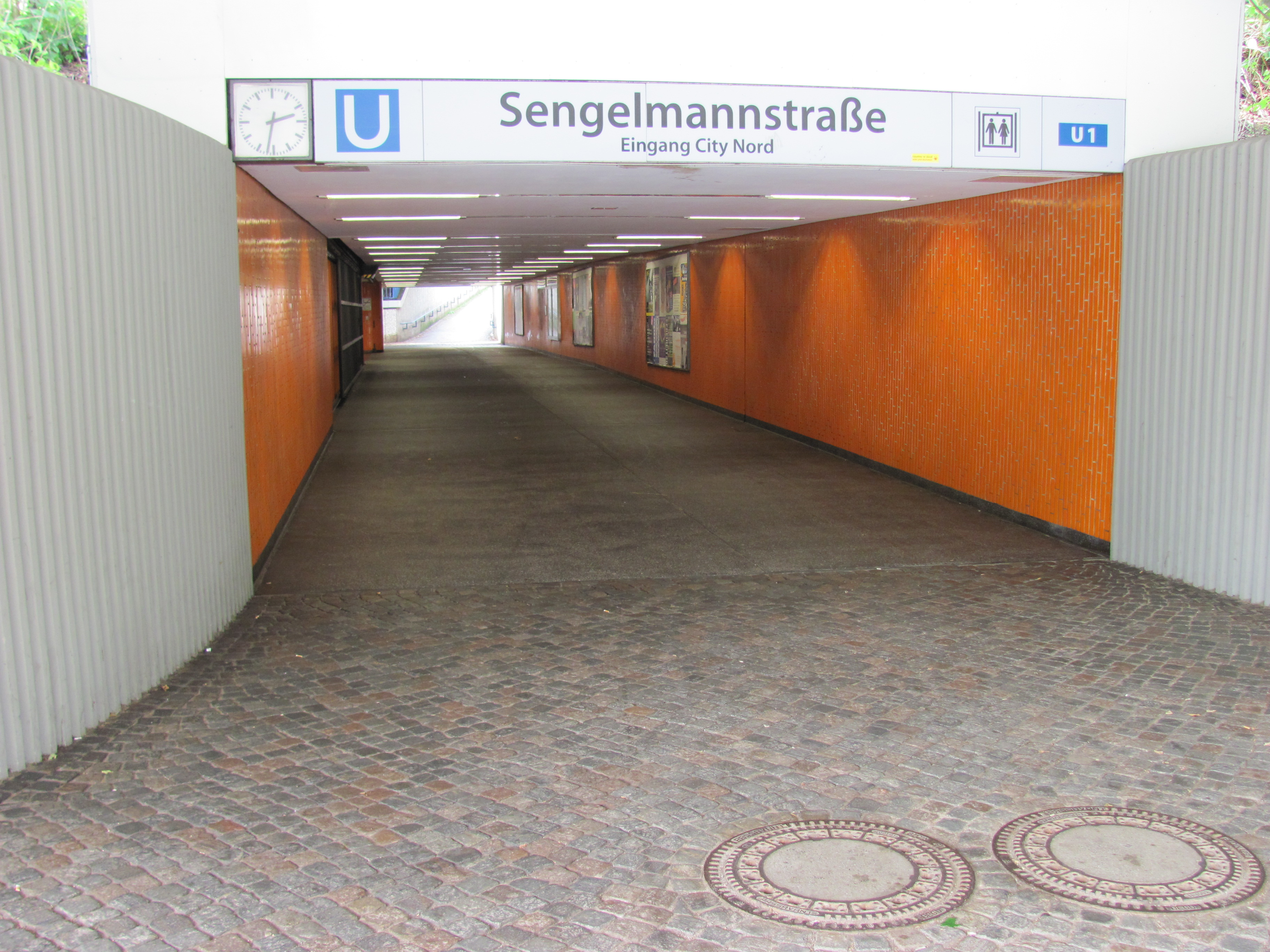
Sottopassaggio